# حوزه انتخابیه بیست‌وششم تگزاس
حوزه انتخابیه بیست‌وششم تگزاس یک حوزه انتخابیه مجلس نمایندگان آمریکا است که در ایالت تگزاس قرار دارد.